# Église Sainte-Catherine-et-Saint-Cornélius de Diegem
L'église Sainte-Catherine-et-Saint-Cornélius est une église gothique située à Diegem, section de la commune belge de Machelen, dans la province du Brabant flamand.

## Historique
L'église Sainte-Catherine-et-Saint-Cornélius est une église de style gothique tardif bâtie aux XVe et XVIe siècles sur le site d'une église antérieure, vieille d'environ 400 ans.
L'ancienne église fut probablement remplacée parce que l'afflux de pèlerins exigeait une église de plus grandes dimensions : Diegem était en effet à cette époque un lieu de pèlerinage important.
L'église fut consacrée en 1543 : cette année-là, les comptes de l'église mentionnent en effet des dépenses qui se rapportent clairement à la consécration d'une nouvelle église.
La tour a été édifiée en 1654 en style baroque par l'architecte de cour Pieter Paul Merckx (nl).
Au siècle suivant, une sacristie fut ajoutée en 1773.
En 1943, le sommet de la tour fut démonté sur ordre de l'occupant allemand parce qu'il gênait l'envol des avions depuis Melsbroek. Les pierres furent numérotées et entreposées autour de l'église, ce qui permit la réédification de la tour en 1951.

## Architecture

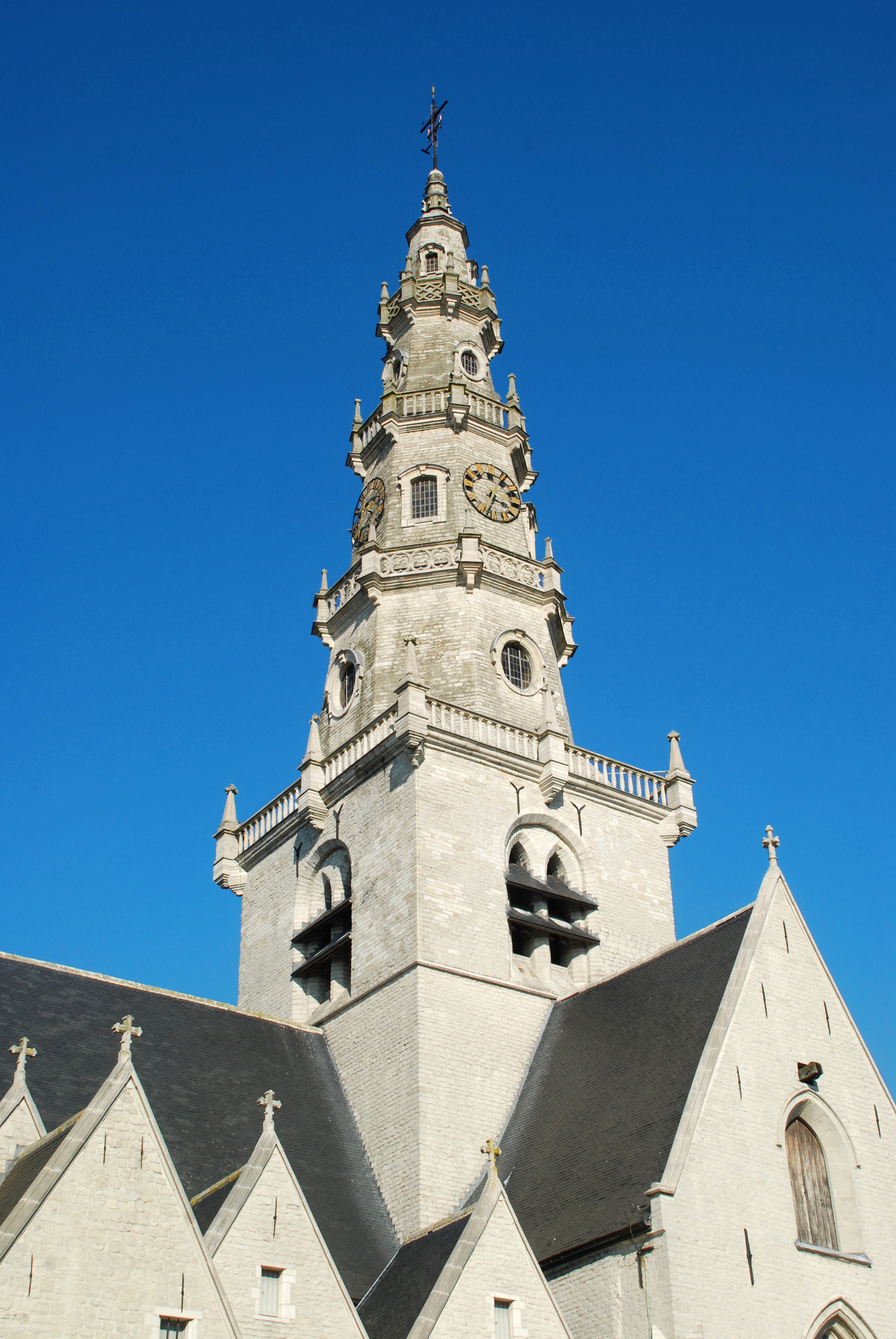
Le clocher.
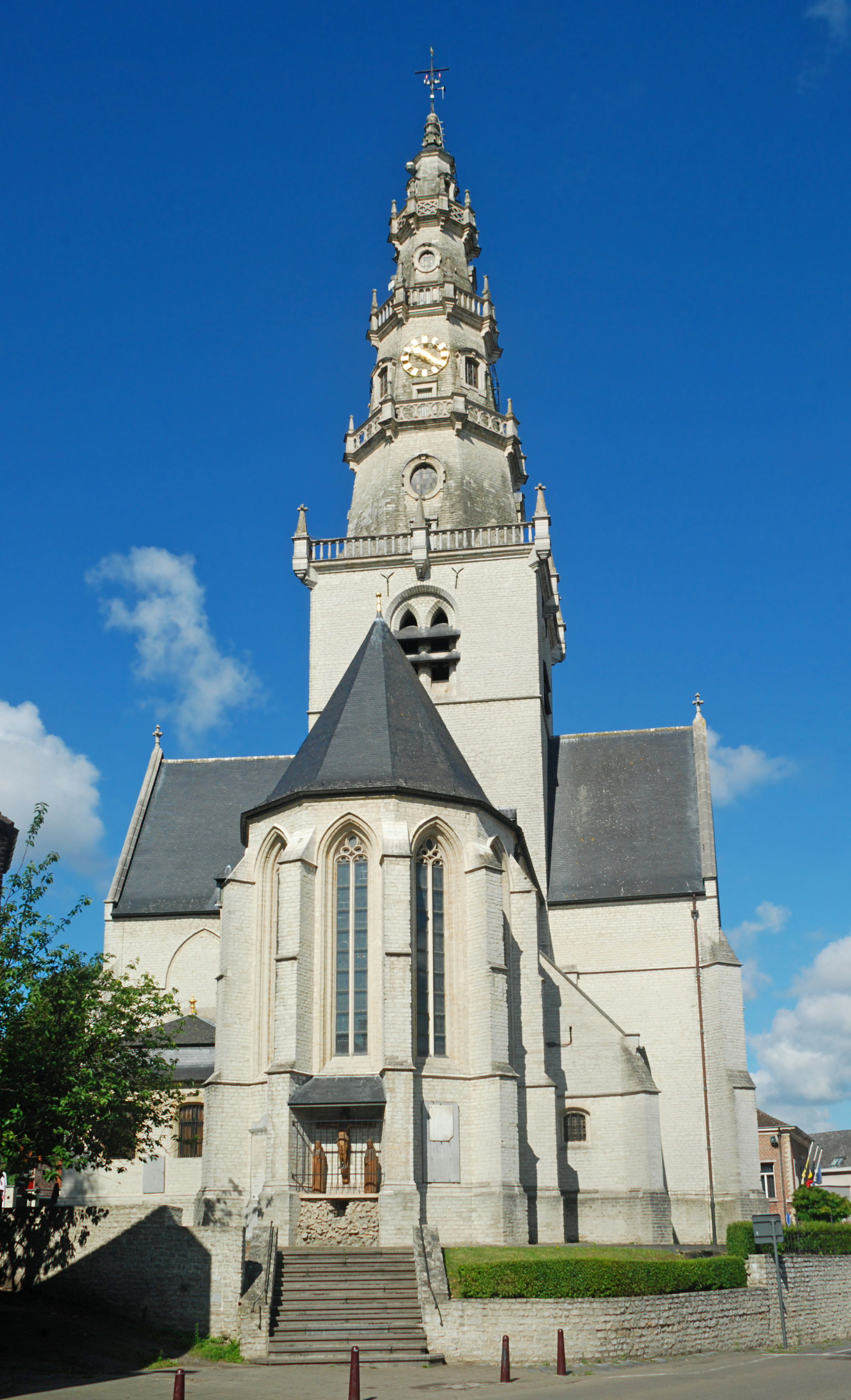
L'église vue de l'est.
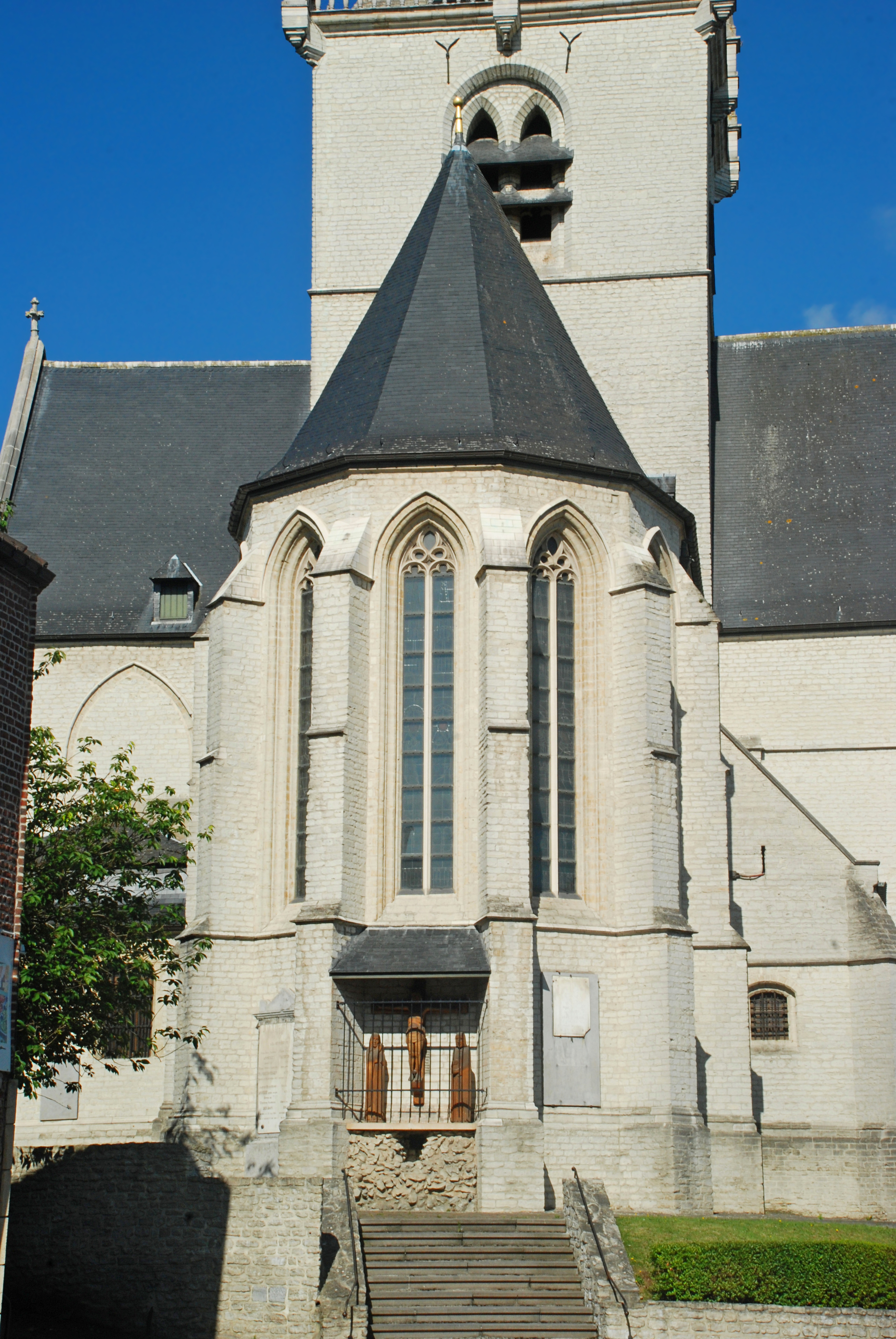
Le chevet vu de l'est.
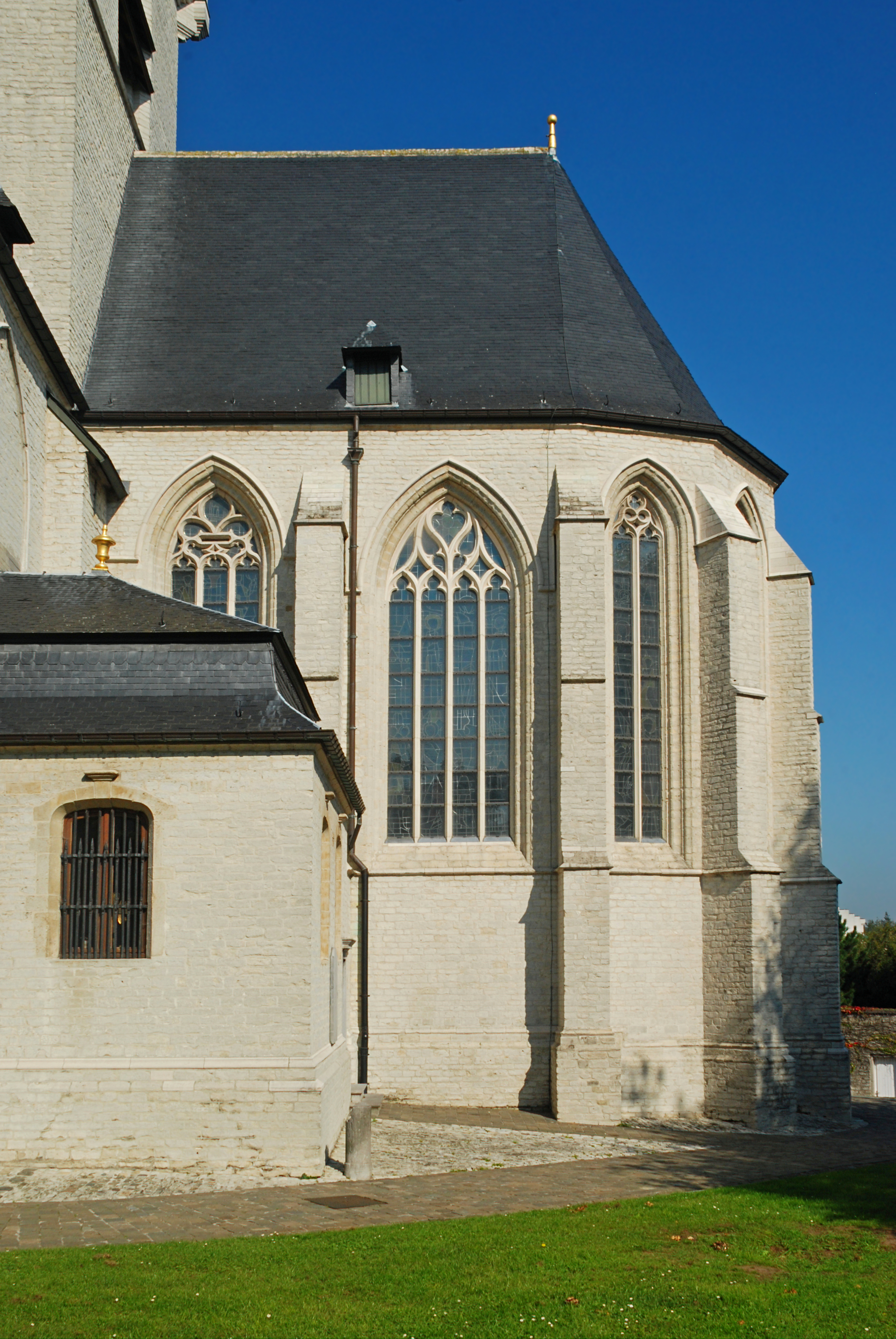
Le chevet vu du sud.